# Landsmuseet Joanneum
Landsmuseet Joanneum i Steiermark är Österrikes äldsta och näst största museum. Det är ett universalmuseum som omfattar 4,5 miljoner objekt i 19 olika avdelningar och på elva olika orter. Grunden till museet lades av ärkehertig Johann som skänkte sina privata samlingar till landet Steiermark med uppdraget ”att underlätta inlärningen och väcka kunskapstörsten”. I enlighet med det ger museet idag en omfattande bild av Steiermarks utveckling inom natur, historia, konst och kultur.
Samlingarna förvaras och visas på elva olika platser. De flesta är historiska byggnader såsom slott, stadspalats eller före detta kloster. Moderna byggnader ritade för museet är konsthuset Graz (2003) och museipaviljongen Flavia Solva (2004).

## Samlingar

### Joanneum
Joanneums huvudsäte på Raubergasse i Graz inhyser de naturvetenskapliga avdelningarna för:
- geologi och paleontologi
- mineralogi
- zoologi
- botanik

### Slottet Eggenberg

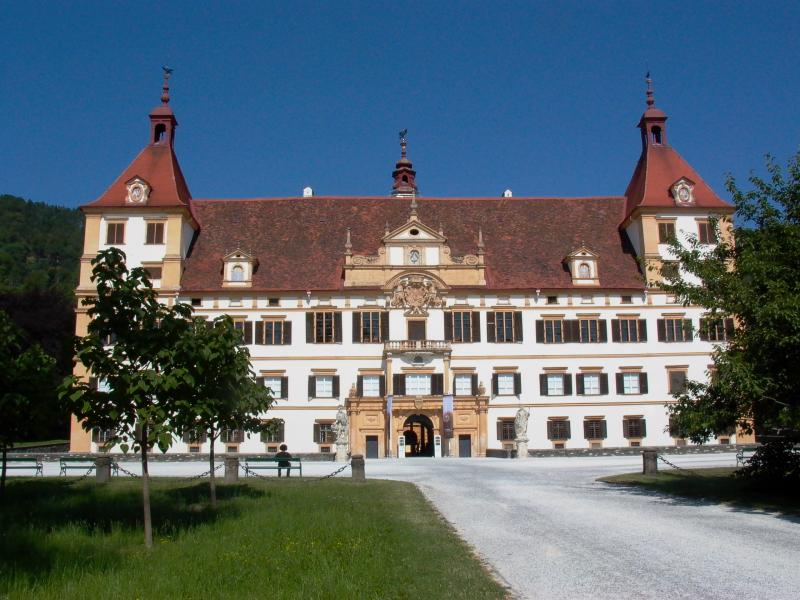
Slottet Eggenberg

Å ena sidan utgör Slottet Eggenberg med dess praktsalar och slottsparken ett eget besöksmål, å andra sidan inhyser slottet fyra museala samlingar:
- den fornhistoriska samlingen (med Strettweg-vagnen som främsta föremål)
- den provinsialromerska samlingen med antikkabinettet
- myntsamlingen
- konstsamlingen ”Alte Galerie” med tavlor och skulpturer från romansk tid till senbarock.

### Konstmuseet ”Neue Galerie”
Neue Galerie i Palais Herberstein i Graz visar tavlor och skulpturer från 1800- och 1900-talen. Dessutom ingår en samling av ca 40 000 grafiska verk, en fotosamling och en samling av filmer och videor i museets samlingar.

### Konsthistoriska museet
Det konsthistoriska museet inhyser den konsthistoriska samlingen med ca 35 000 objekt från medeltiden till nutiden. Dessutom har Joanneums bild- och tonarkiv sin verksamhet där.

### Konsthuset (Kunsthaus)

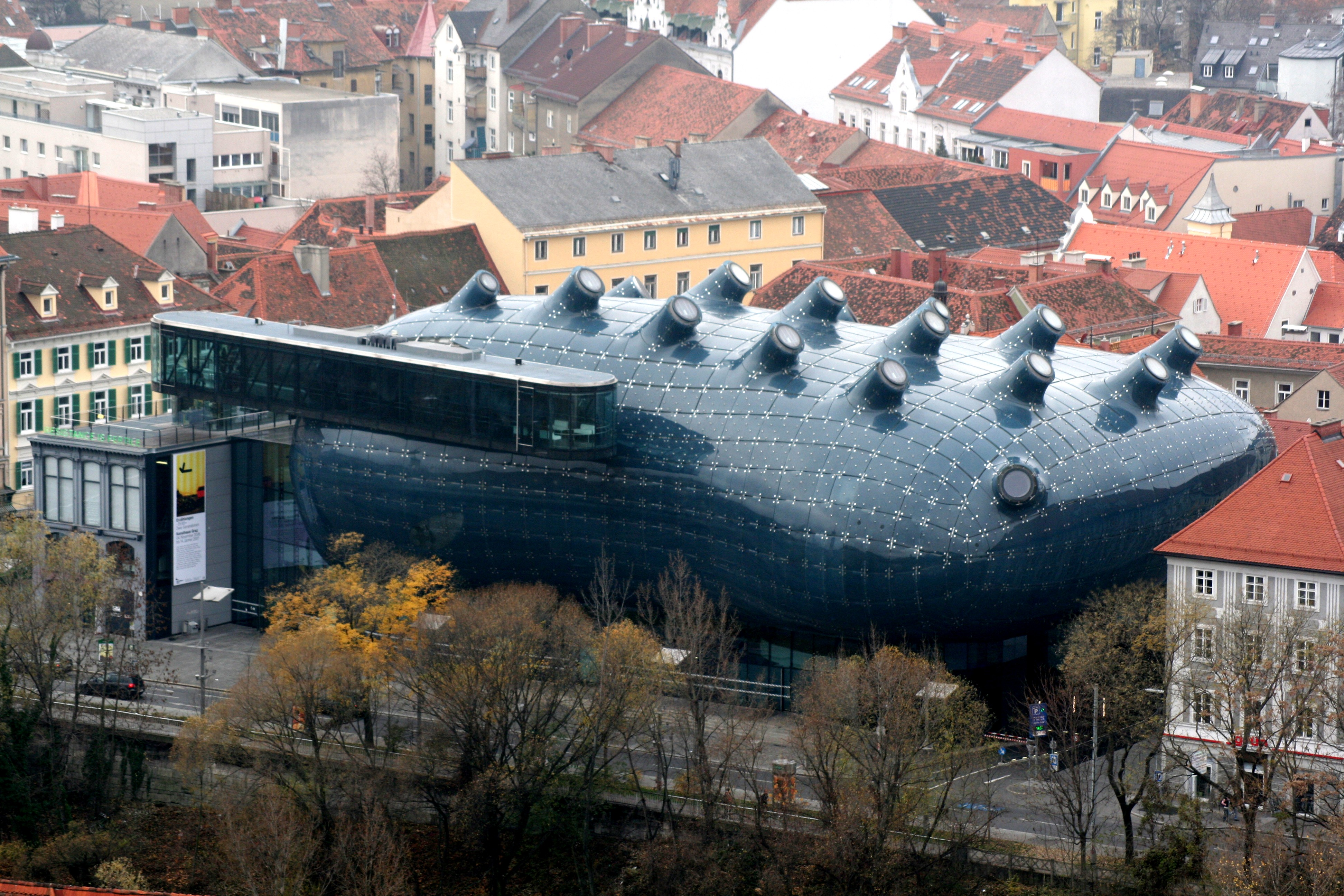
Konsthuset

Kunsthaus Graz öppnade 2003 och är ett museum för nutida konst. Själva byggnaden är ett arkitektoniskt konstverk ritat av Peter Cook och Colin Fournier.

### Konstnärshuset (Künstlerhaus)
Konstnärshuset i stadsparken öppnade 1952 och är centrum för avantgardefestivalen Steirischer Herbst. I konstnärshuset anordnas utställningar av modern konst. 

### Tyghuset (Landeszeughaus)
Tyghuset i Graz var Steiermarks centrala vapendepå på 1500- och 1600-talen. Museets samling omfattar 32 000 objekt från den här tiden som t.ex. rustningar, blankvapen, skjutvapen med mera.

### Etnologiska museet (Volkskundemuseum)
Det etnologiska museet på Paulustorgasse i Graz fokuserar på vardagskultur och levnadssätt i Steiermark före industrialiseringen. 

### Slottet Stainz
På slottet Stainz i västra Steiermark finns det två museala samlingar:
- Jordbruksmuseet berättar om jordbrukslivet på 1700- och 1800-talen.
- Jagdmuseet betraktar jagd ur ett historiskt, sociologiskt och filosofisk-etiskt perspektiv.

### Flavia Solva
Flavia Solva var ett romerskt samhälle söder om staden Leibnitz. Vid utgrävningar frilades fundament efter olika byggnader. Fynden man gjorde presenteras i en nybyggd museibyggnad vid utgrävningsplatsen.

### Slottet Trautenfels
Samlingarna på slottet Trautenfels i norra Steiermark presenterar natur- och kulturhistoriska objekt från Ennsdalen och regionen kring Bad Aussee. Dessutom är slottets praktsalar öppna för besökare.